# Cybaeopsis euopla
Cybaeopsis euopla är en spindelart som först beskrevs av Bishop och Crosby 1935.  Cybaeopsis euopla ingår i släktet Cybaeopsis och familjen mörkerspindlar. Inga underarter finns listade i Catalogue of Life.